# Portella de Rotjà
La Portella de Rotjà és una portella, collada d'alta muntanya, situada a 2.373,3 m alt del límit dels termes comunals de Pi de Conflent, de la comarca del Conflent, i de Prats de Molló i la Presta, de la comarca del Vallespir, tots dos a la Catalunya del Nord.
És al nord-oest del terme de Prats de Molló i la Presta i al sud del de Pi de Conflent. És al sud-oest de les Esquerdes de Rotjà i del Coll de Roques Blanques, al nord-est de la Mort de l'Escolà.
En aquest coll hi ha instal·lat un refugi prefabricat.